# Jacques-Maximilien Garcin

Jacques Maximilien Garcins mit Orden der Légion d’honneur. Daguerreotypie (um 1867)

Jacques-Maximilien Garcin (* 10. April 1782 in Berlin; † 15. Januar 1868 in Straßburg) war ein deutsch-französischer Schriftsetzer, Korrektor, Verlagslektor und Leiter eines Druckereibetriebs.

## Herkunft und Jugend
Die Garcins sind eine Hugenottenfamilie aus dem heutigen Département Drôme, die wegen der Verfolgung ihres Glaubens in Preußen Zuflucht gefunden hatte. Der Großvater Daniel Garcin (* um 1670; † 1. April 1730) war aus Saint-Roman nach Berlin eingewandert, wo er als Wollarbeiter sein Geld verdiente; er hatte eine geborene Deneken (Dannequin) geehelicht. Sein gleichnamiger Sohn, Jacques-Maximiliens Vater Daniel Garcin (* 21. Oktober 1728; † 1. Dezember 1797), verheiratet mit Marie Dorothee Schwedtke, wurde Sprachlehrer in Berlin und korrespondierte u. a. mit dem Präsidenten der Akademie der Wissenschaften Jean Henri Samuel Formey. Eine ältere Schwester von Jacques-Maximilien, Marie Garcin (* 15. November 1780; † 1842) war die Mutter des (vermutlich unehelich geborenen) Musik- und Sprachlehrers Pierre Louis Garcin (* 9. Mai 1803; † 6. Mai 1862), der seit 1824 am Köllnischen Realgymnasium lehrte.
Jacques-Maximilien Garcin erlernte noch in Berlin den Beruf des Schriftsetzers. Auf der Gesellenwanderung, die er nach der Lossprechung antrat, kam er 1802 nach Straßburg. Wegen des nach der Revolution erlassenen Toleranzedikts bot sich ihm die Möglichkeit, als einer der wenigen hugenottischen Refugiés die seinen Vorfahren entzogene französische Staatsbürgerschaft anzunehmen. Dass er 1803 in der Druckerei der Verlagsbuchhandlung Levrault (später Berger-Levrault) eine Anstellung als Setzer erhielt, bestärkte ihn in seinem Entschluss.

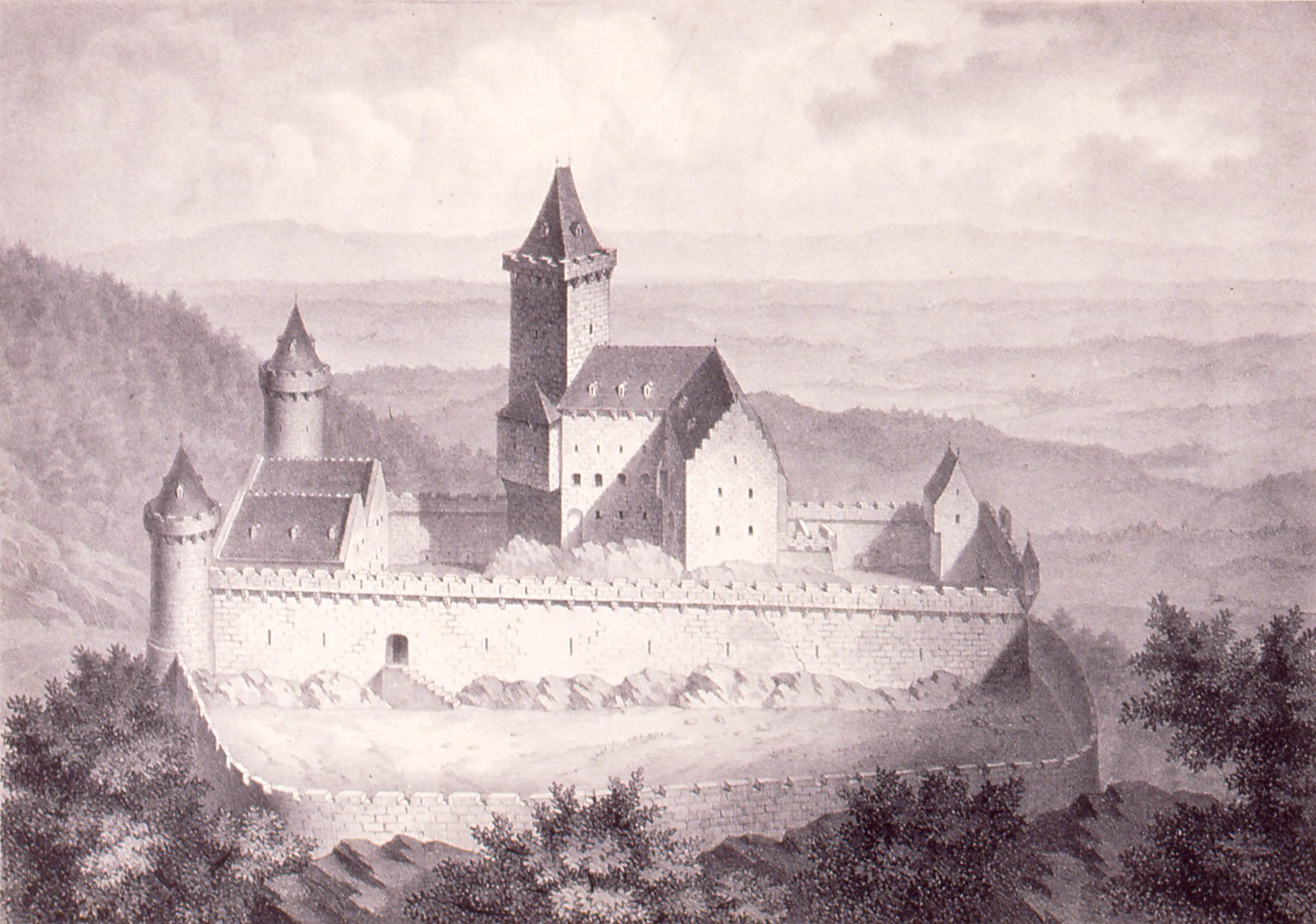
Lithographie der Burg Landsberg, Ansicht von Südwesten, um 1850 gedruckt bei Levrault

## Drucker in Straßburg
Die seit 1676 existierende, von François-Robert-Adrien Christmann († 1771) und François-Georges Levrault (1722–1798), später von diesem allein und dessen ältestem Sohn Laurent-François-Xavier Levrault geführte Firma in der Rue des Juifs (Judengasse) No. 33 (1858: No. 26), die auch Regierungsaufträge erhielt und für die Stadtverwaltung druckte, beschäftigte 30 Mitarbeiter an 12 Setzmaschinen. Der sprachbegabte Garcin war zunächst Schriftsetzer, wurde dann als Korrektor eingesetzt und stieg schließlich zum Druckereifaktor (prote, Leiter des technischen Betriebs) auf.
Ein Schwager Garcins, Johann Friedrich Reihl (1755–1832) aus Regensburg, der eine Druckereilizenz für seine Heimatstadt besaß und dessen Bruder Johann Georg Reihl als technischer und mathematischer Lehrer mit dem neuartigen Verfahren der Lithographie experimentierte, fand nach 1806 ebenfalls Arbeit bei Levrault in Straßburg und baute die Druckerei bis 1821 zu einer lithographischen Anstalt aus. Neben Schriftsatz produzierte die Verlagsdruckerei Veuve Levrault nun auch Lithographien, Tafelwerke und Landkarten.

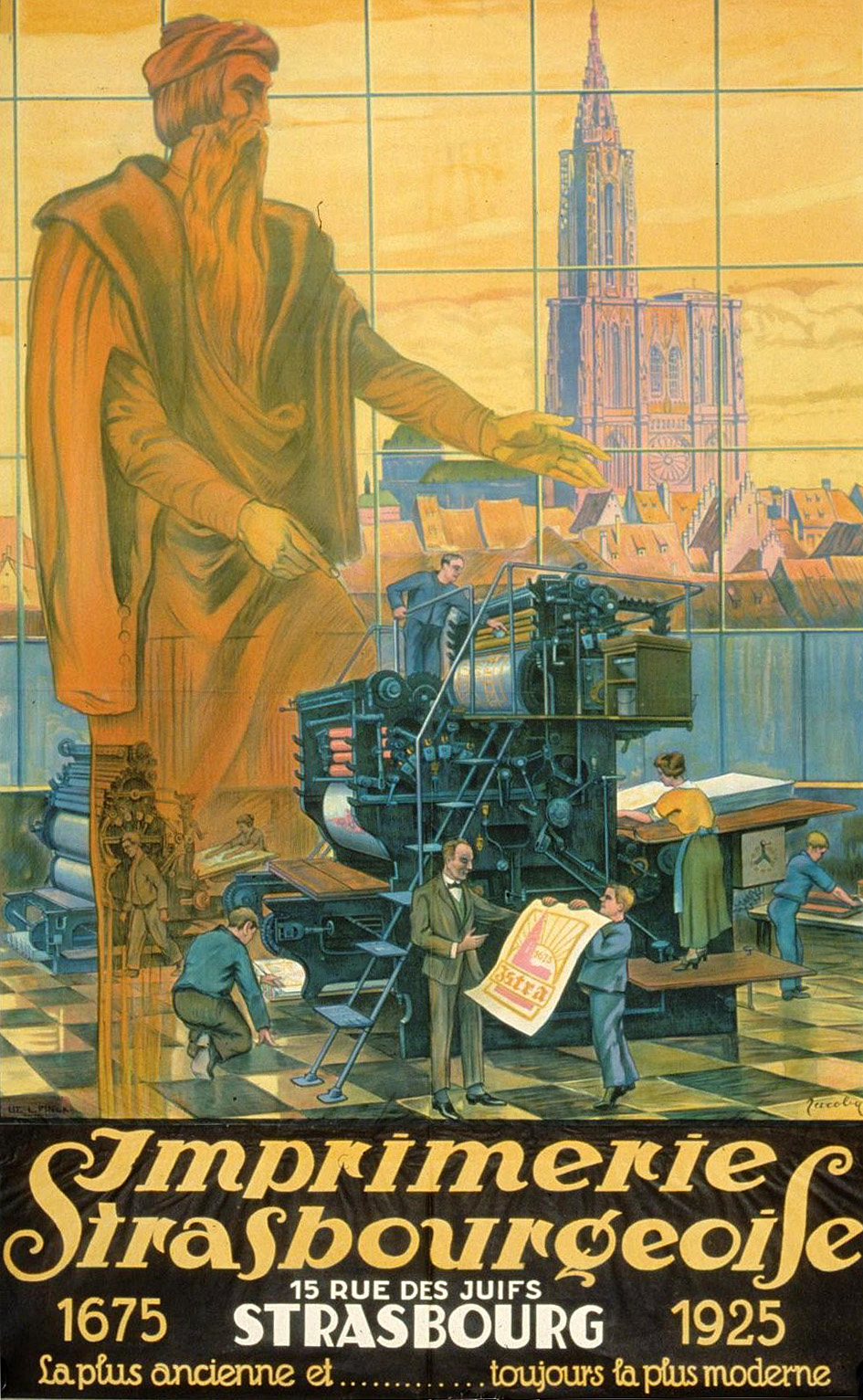
Werbeplakat der ISTRA (Imprimerie Strasbourgeoise), Nachfolger von Levrault-Berger

1821 starb der Verleger Levrault und die Witwe Caroline Levrault, geb. Scherz, übernahm den Verlag und die Druckerei F. G. Levrault und führte sie unter dem Signet Veuve Levrault weiter. Ihr Schwiegersohn Friedrich Berger, verheiratet mit Antoinette Louise Victoire Éléonore, geb. Levrault, wurde 1825 Inhaber der Druckerei, ein anderer Schwiegersohn übernahm die Levraultsche Buchhandlung in Paris. Friedrich Berger verstarb 1837, seine Witwe übernahm die Druckerei und vereinigte 1850 nach dem Tod ihrer Mutter erneut alle Geschäftszweige. In diesem Jahr wurde der Enkel der Veuve Garcin, Oscar Berger-Levrault, Inhaber der Firma, die sich nun Berger-Levrault nannte. In dieser Zeit wechselnder Inhaber gewährleistete Jacques-Maximilien Garcin als Aufseher der Druckerei die Kontinuität der florierenden Firma.
Seit 1813 gehörte Garcin der 1783 gegründeten Société typographique de Strasbourg en faveur des malades et des invalides an. Er wurde 1835 Schatzmeister der Witwen- und Waisenkasse und 1844 (als Nachfolger von François-Xavier Levrault) bis 1868 Vorsitzender der Société typographique. Neben dieser ehrenamtlichen Tätigkeit war er viele Jahre lang Mitglied des Konsistoriums der reformierten Kirche.
1853 feierte Garcin sein fünfzigjähriges Dienstjubiläum; insgesamt gehörte er 65 Jahre lang dem Verlagsunternehmen Levrault-Berger an. Infolge des Krieges von 1870/71 übersiedelte das Unternehmen drei Jahre nach seinem Tod nach Nancy. Die Druckerei existierte in Straßburg 1933 noch als Imprimerie Strasbourgeoise; dieses Unternehmen übersiedelte 1952 nach Schiltigheim.

## Familie

Titelblatt von Rosa Maria Assing: Der Schornsteinfeger, F. G. Levrault, Straßburg 1834

1803 heiratete Jacques-Maximilien Garcin in der reformierten Kirche in der Schildgasse Barbe-Catherine, geb. Münch, mit der er zehn Kinder hatte. Barbe-Catherine Garcin starb 1816.
Am 28. Dezember 1818 heiratete Garcin in zweiter Ehe Salomé Marguerite Baumann (* 23. Juli 1796, † vor 1871). Auch dieser Ehe entstammen zehn Kinder, von denen einige früh verstarben. Salomé Marguerite war die Tochter des Tonkünstlers Jean-Michel Baumann und der Anna Margarethe Salomé, geb. Kuntz. Ihre Tante war Anna Maria Varnhagen (1755–1826), geb. Kuntz, die Mutter der Erzieherin und Scherenschnitt-Künstlerin Rosa Maria Assing, geb. Varnhagen, und des Schriftstellers Karl August Varnhagen von Ense. Zu den Cousins in Berlin und Hamburg unterhielt das Ehepaar Garcin enge Kontakte durch Briefwechsel und Besuche. In der Levraultschen Verlagsbuchhandlung erschien Rosa Maria Assings Novelle aus dem historischen Straßburg, Der Schornsteinfeger.
Eine Straßburger Cousine von Salomé Marguerite Garcin, Anna Maria Lobstein (1784–1882), hatte in Regensburg um 1805 den Kollegen Jacques-Maximiliens, den Lithographen und Drucker Johann Friedrich Reihl (1755–1832) geheiratet. Nachdem dieser verstorben war, erhielt Anna Maria Reihl bis zu ihrem Tod eine Rente der Firma Levrault und profitierte somit unmittelbar von der Witwenkasse, die ihr Schwager Garcin verwaltete. Bis 1857 lebte sie noch in Straßburg und folgte dann ihrer Tochter, der Lehrerin Emilie Reihl (1812–1879), die zunächst in Pforzheim an einer der ältesten, 1849 gegründeten höheren Mädchenschulen gearbeitet und dann in Lancaster (Ohio) den deutschen Auswanderer Peter Nickert geheiratet hatte, in die USA, wo sie fast 97-jährig in Brooklyn verstarb. Sie, ihre Tochter und ihre Enkelin wurden von Rosa Maria Assings Tochter Ottilie Assing unterstützt und in deren Testament bedacht.
Jacques-Maximilien Garcin, der nie ernstlich krank gewesen war, erlag im Januar 1868 nach zweiwöchiger Krankheit einer Leberentzündung. Am 17. Januar wurde er auf dem Friedhof St. Hélène in Straßburg beigesetzt.
Einer seiner Söhne, Adolphe-Charles-Maximilien Garcin (um 1826–1886), der 1855 in Bischwiller Elise, geb. Bruder heiratete, wurde Pfarrer in Hohwald, Asswiller und Steinseltz, wo er 60-jährig verstarb.

## Ehrungen
- Am 16. August 1857 erhielt Jacques-Maximilien Garcin eine Goldmedaille als Mitglied der Sociétés de secours mutuels.[12]
- Am 24. August 1867 wurde Garcin zum Chevalier der Légion d’honneur ernannt.